# Liste der Naturschutzgebiete in der Stadt Schwerin
In der Stadt Schwerin gibt es drei Naturschutzgebiete.
| Name des Gebietes                                         | Bild           | Kennung | WDPA   | Landkreis / Stadt | Beschreibung / Bemerkungen | Standort | Fläche in Hektar | Datum der Verordnung |
| --------------------------------------------------------- | -------------- | ------- | ------ | ----------------- | -------------------------- | -------- | ---------------- | -------------------- |
| Kaninchenwerder und Großer Stein im Großen Schweriner See | weitere Bilder | N 111   | 164016 | Stadt Schwerin    |                            | Position | 88               | 1939                 |
| Kiesgrube Wüstmark                                        | weitere Bilder | N 230   | 164084 | Stadt Schwerin    |                            | Position | 17               | 1990                 |
| Ziegelwerder                                              | weitere Bilder | N 237   | 166412 | Stadt Schwerin    |                            | Position | 64               | 1990                 |

## Quelle
- Landesamt für Umwelt, Naturschutz und Geologie Mecklenburg-Vorpommern, Liste der Naturschutzgebiete (Version vom 31. Dezember 2015)
- Common Database on Designated Areas Datenbank, Version 14